# Nikola Mišković
Nikola Mišković (Toruń, Polonia, 25 de enero de 1999) es un baloncestista serbio que pertenece a la plantilla de Hestia Menorca. Con 2,08 metros de estatura, juega en la posición de ala-pívot. 

## Trayectoria deportiva
Es un jugador nacido en Polonia y criado en Serbia. El 30 de enero de 2017, Mišković firmó el primer contrato profesional con Mega Basket. En febrero de 2018, fue cedido al Beovuk 72 para el resto de la temporada 2017-18 de la liga serbia. 
Mišković formaría parte del Mega Basket durante cuatro temporadas.
El 21 de septiembre de 2021, Mišković firmó con Arka Gdynia de la Polska Liga Koszykówki. 
En noviembre de 2021, firmó por el KK Podgorica de la liga montenegrina de baloncesto.
El 5 de septiembre de 2022, Mišković firmó con el club griego del AS Apollon Patras de la A1 Ethniki. El 5 de diciembre del mismo año, se separó del equipo.
El 19 de enero de 2023, firma por el Hestia Menorca de la Liga LEB Plata.
El 25 de abril de 2023, pondría fin a la temporada debido a una lesión.

### Selección nacional
En 2017, consiguió con el combinado serbio sub-18 la medalla de oro del Campeonato Europeo de Baloncesto Masculino Sub-18 de 2017 al derrotar a la selección española, además de ser elegido como mejor jugador de la final e incluido en el mejor quinteto del torneo.